# Матюченково
Матюченково (укр. Матюченкове) — село,
Боровковский сельский совет,
Верхнеднепровский район,
Днепропетровская область,
Украина.
Код КОАТУУ — 1221081804. Население по переписи 2001 года составляло 244 человека.

## Географическое положение
Село Матюченково находится на правом берегу реки Самоткань,
выше по течению на расстоянии в 1 км расположено село Павло-Григоровка,
ниже по течению на расстоянии в 1 км расположено село Новогригоровка,
на противоположном берегу — село Боровковка.